# Belgique aux Jeux olympiques d'été de 1980
La Belgique participe aux Jeux olympiques d'été de 1980 à Moscou en Union soviétique. 59 athlètes belges, 43 hommes et 16 femmes, ont participé à 51 compétitions dans 10 sports. Ils y ont obtenu une médaille, en or.

## Médailles
| Médaille | Discipline | Épreuve                                | Athlète             | Performance | Date |
| -------- | ---------- | -------------------------------------- | ------------------- | ----------- | ---- |
| Or       | Judo       | Poids mi-lourd (moins de 95 kg) hommes | Robert Van de Walle |             |      |